# 沙尔芒
沙尔芒（法語：Charmant，法語發音：[ʃaʁmɑ̃]）是法国夏朗德省的一个旧市镇，属于昂古莱姆区。2016年，沙尔芒与临近的2个市镇合并为新市镇布瓦内拉蒂德。

## 地理
沙尔芒（45°29'46"N, 0°11'2"E）面积17.15 平方千米，位于法国新阿基坦大区夏朗德省，该省份为法国西部内陆省份，北起德塞夫勒省和维埃纳省，东临上维埃纳省，东南至多尔多涅省，南至多爾多涅省，西接滨海夏朗德省。
与沙尔芒接壤的市镇（或旧市镇、城区）包括：艾涅和皮佩鲁、沙迪里、沙沃纳、富克布吕讷、瑞亚盖、龙斯纳克。

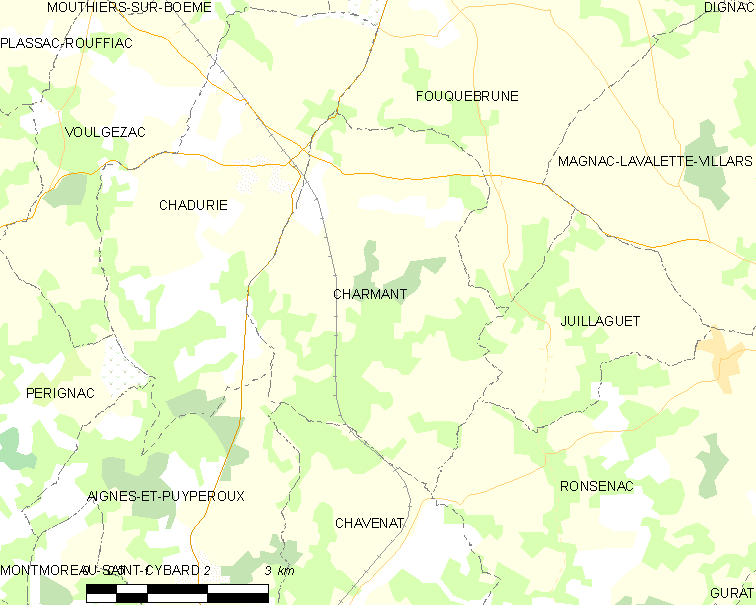
沙尔芒的OSM定位图

沙尔芒的时区为UTC+01:00、UTC+02:00（夏令时）。

## 行政
沙尔芒的邮政编码为16320，INSEE市镇编码为16082。

## 政治
沙尔芒所属的省级选区为蒂德-拉瓦莱特县。

## 人口

1962-2008年间沙尔芒人口变化图示

沙尔芒于2018年1月1日时的人口数量为342人。